# Eleonore Helena von Portugal

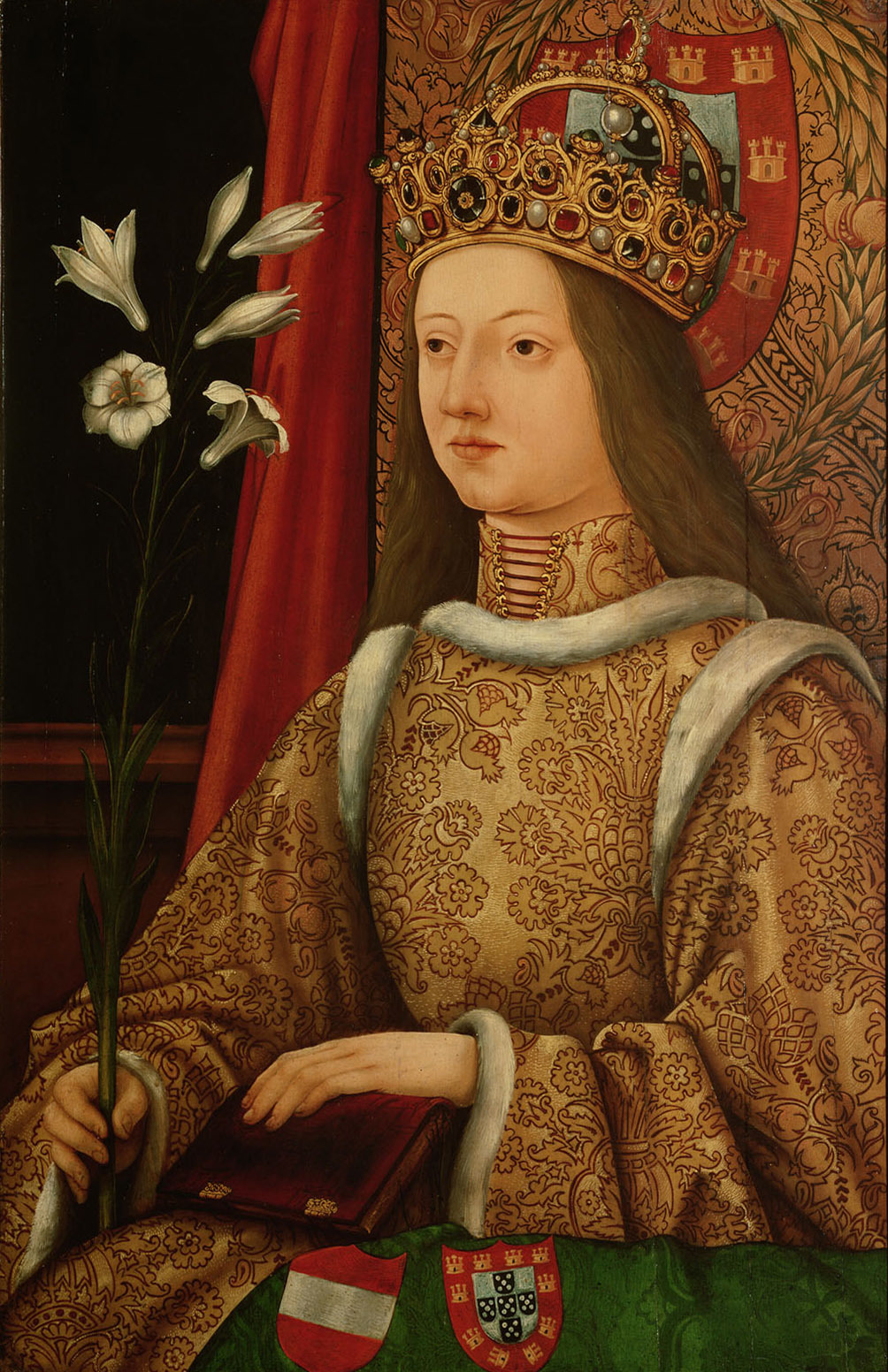
Eleonore von Portugal

Eleonore Helena von Portugal (* 18. September 1436 in Torres Vedras; † 3. September 1467 in Wiener Neustadt) war als Ehefrau Friedrichs III. Kaiserin des Heiligen Römischen Reiches.

## Leben

### Kindheit und Jugend
Eleonore war eine Tochter des portugiesischen Königs Eduard I. und seiner Gemahlin Eleonore von Aragonien. Ihr Vater starb jedoch relativ früh, am 9. September 1438, an der Pest. Da Eleonores Bruder Alfons V. erst sechs war, folgte er zwar seinem Vater auf dem Thron, konnte seine Herrschergewalt ob seiner Minderjährigkeit jedoch nicht ausüben. Eduard hatte für diesen Fall seine Frau testamentarisch als Nachfolger festgelegt, doch missfiel dies den Ständen und dem Adel. Sie gaben Eduards Bruder Peter den Vorzug, da sie die Königin als Fremdkörper betrachteten. Diese widersetzte sich ihrer Abdankung mit der Hilfe einer nicht unbeträchtlichen Anzahl heimischer Anhänger. Sie floh aus ihrem Witwensitz Almeirim in die Burg Crato, wo sie sich verschanzte und ihre Tochter Johanna mitnahm. Ihre Tochter Eleonore war zu diesem Zeitpunkt krank und so ließ sie sie in Almeirim zurück. Peter zwang seine Schwägerin mit militärischer Macht ins Exil und nahm sich ihrer Kinder an. Peter trug für eine exzellente Ausbildung Sorge und gab Eleonore Guiomar de Castro, Gemahlin des 1. Grafen von Atouguia, zur Erzieherin. Als Alfons V. volljährig wurde und nach der Krone griff, Peter aber nicht daran dachte, abzudanken, kam es zur Schlacht zwischen Onkel und Neffe. Peter wurde schon am Beginn der Kämpfe von einem Pfeil tödlich verwundet, so dass Eleonores Bruder Alfons die Macht übernahm. Doch kümmerte sich auch dieser hervorragend um seine Geschwister.

### Heiratsprojekte

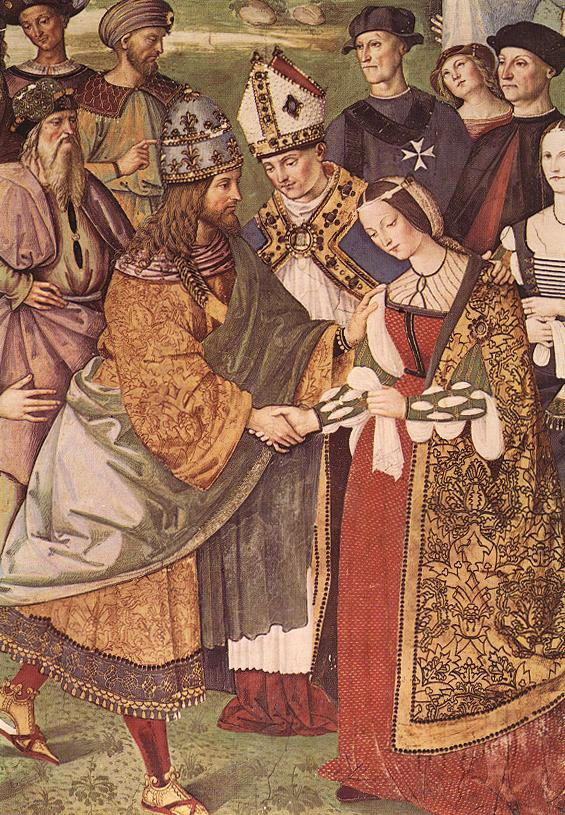
Pinturicchio (1502–1507):
E. S. Piccolomini präsentiert Friedrich III. die Braut Eleonora von Portugal (Bildausschnitt)

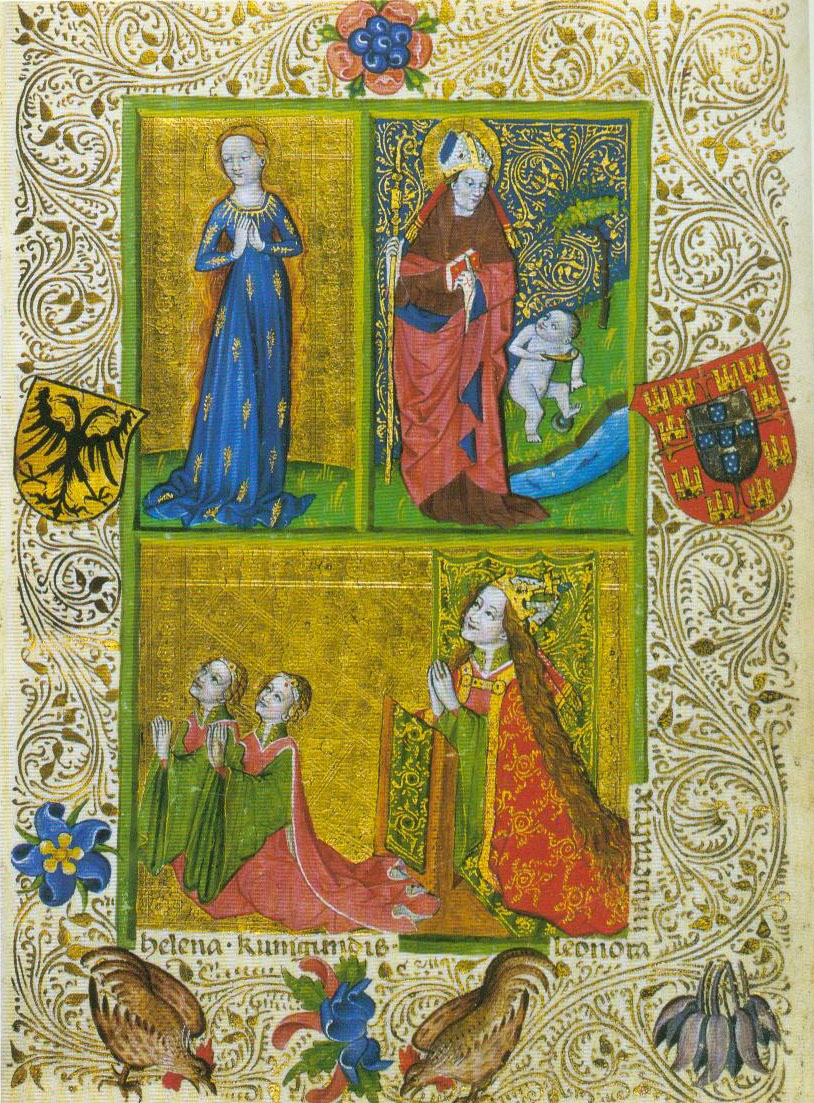
Kaiserin Eleonore mit ihren Töchtern, Deutsches Gebetbuch Friedrichs III., Wien, 1466/67, Bayerische Staatsbibliothek, Cgm 67 und 68, folio 2r.

Den Anstoß zu dem Heiratsprojekt zwischen Eleonore und Friedrich, der damals noch König war und erst nach seiner Kaiserkrönung Friedrich III. heißen sollte, gab wahrscheinlich Isabella, eine Schwester Peters, die mit Herzog Philipp von Burgund verheiratet war. Dieser erhoffte sich durch eine erfolgreiche Heirat über sein Haus eine Aufwertung seines Herzogtums in ein Königreich. Doch liefen die Heiratsgeschäfte anschließend nicht über Burgund, sondern über Alfons von Aragon-Neapel, Onkel Eleonores mütterlicherseits und eine der dominierenden Kräfte des Mittelmeerraums. 1448 erschienen zwei Abgesandte Friedrichs und ein Maler am neapolitanischen Hof, die mit Empfehlungsschreiben ausgestattet wurden und dann weiter nach Portugal reisten. Der Maler sollte Eleonore malen, da Friedrich III. offensichtlich viel Wert auf das Äußere seiner zukünftigen Gemahlin legte und keine verfälschte Darstellung durch einen portugiesischen Maler haben wollte. Als die Gesandten in Portugal eintrafen, hatte oben genannter Machtwechsel zwischen Peter und Alfons V. stattgefunden, der jedoch ebenfalls dem Heiratsprojekt zugeneigt war. Sowohl Bild als auch Bericht trafen auf Zustimmung Friedrichs III., doch hatte dies alles so viel Zeit in Anspruch genommen, dass inzwischen ein neuer Bewerber auf den Plan getreten war, der Sohn des französischen Königs. Doch schaltete sich hier laut dem Chronisten Aenas Piccolomini (später Papst Pius II.) Eleonore selbst ein und entschied sich für Friedrich, da sie sich selbst und ihr Haus mit dem in Aussicht stehenden Titel Kaiserin schmücken wollte.
Die Heiratsverhandlungen selbst fanden in Neapel statt und dauerten zwei Wochen. Schließlich einigte man sich auf eine Mitgift von 60.000 Gulden. 50.000 davon standen für Friedrich zur freien Verfügung und 10.000 Gulden waren für die Überfahrt Eleonores gedacht. Friedrich musste im Gegenzug Ländereien und Höfe im Wert von 60.000 Gulden bereitstellen, die Eleonore als Alterssitz dienen sollten. Sie sollte am 1. November 1451 in einem von Friedrich ausgewählten Hafen (Talamone) ankommen. Die Überfahrt gestaltete sich jedoch als sehr schwierig, da man von Piraten überfallen wurde und in schwere Stürme geriet, so dass die Flotte verstreut wurde. Es kam nur ein Schiff in Talamone an, das jedoch nicht wusste, wo sich der Rest der Flotte befand und auf dem auch nicht Eleonore war, so dass sehr schnell Gerüchte über ihren Tod die Runde machten.

### Hochzeit mit Friedrich III.
Man traf sich nun in Siena, wo sich Eleonora und Friedrich zum ersten Mal sahen. Friedrich soll bei ihrem Anblick erblasst sein, entweder vor Aufregung, oder aber aus der Furcht heraus, dass die zierliche Eleonore Schwierigkeiten haben werde, Kinder zu gebären. Die Trauung mit Friedrich fand am 16. März 1452 durch Papst Nikolaus V. in Rom statt. Drei Tage später wurde Eleonore an der Seite des Habsburgers zur Kaiserin gekrönt. Sie war die letzte in Rom gekrönte Kaiserin. Friedrich gab ihr noch den Namen Helena, den sie aber zeitlebens nie nutzte. (Der Name Helena wurde ihr vom Papst verliehen und nicht vom Kaiser.) Die anschließenden Hochzeitsfeierlichkeiten richtete ihnen Eleonores Onkel Alfons, ein Bruder ihrer Mutter, in Neapel aus.
Sie starb 1467 mit fast 31 Jahren, vermutlich an einer Magen-Darm-Infektion, und wurde in Stift Neukloster in Wiener Neustadt beigesetzt. Aus der Ehe mit Friedrich III. gingen sechs Kinder hervor. Es überlebten jedoch nur der 1459 geborene Maximilian und die 1465 geborene Kunigunde.